# Around the Next Dream
Around The next Dream är ett studioalbum av de brittiska blues- och rockartisterna Gary Moore, Jack Bruce och Ginger Baker, utgivet 1994. Albumet har en tydlig rock- och blueskaraktär. Gary Moore ville enligt vissa rykten blåsa liv i ett av sina gamla favoritband, Cream, men Eric Clapton var inte tillgänglig på grund av för många andra engagemang, varför Jack Bruce, Ginger Baker och Gary Moore bildade powertrion BBM (Bruce-Baker-Moore), med Gary Moore som gitarrist.

## Låtlista
1. Waiting In The Wings - 3:43 (Gary Moore / Jack Bruce)
2. City Of Gold - 3:57 (Gary Moore / Jack Bruce / Kip Hanrahan)
3. Where In The World - 5:23 (Gary Moore / Jack Bruce)
4. Can't Fool The Blues - 5:15 (Gary Moore / Jack Bruce / Kip Hanrahan)
5. High Cost Of Loving - 5:40 (Allen Jones / Sherwin Hamlett)
6. Glory Days - 4:23 (Gary Moore / Jack Bruce)
7. Why Does Love - 8:28 (Gary Moore / Jack Bruce / Ginger Baker)
8. Naked Flame - 6:07 (Gary Moore)
9. I Wonder Why - 4:59 (Robert Lyons)
10. Wrong Side Of Town - 3:57 (Gary Moore)
Bonusspår på 2003 års digitally remastered edition
Dessa bonusspår var tidigare utgivna som CD-singelspår.
11. Danger Zone - 5:56 (Gary Moore / Jack Bruce / Ginger Baker) - Från Where In The World CD-Singel VSCDG 1495
12. World Keep On Turning - 7:51 (Peter Greenbaum) - Från Where In The World CD-Singel VSCDG 1495
13. Sittin' On Top Of The World - 6:21 (Chester Burnett) - Live Version - Från Where In The World CD-Singel VSCDX 1495
14. I Wonder Why - 5:08 (Robert Lyons) - Live Version - Från Where In The World CD-Singel VSCDX 1495